# كارل غوتفريد نوردمان
كارل-جوتفريد «كارلفريد» نوردمان (22 نوفمبر 1915 - 22 يوليو 1982) هو طيار ألماني في القوات الجوية الألمانية (لوفتفافه) خلال الحرب العالمية الثانية، وبعد الحرب، وكان رئيسًا لشركة مرسيدس بنز في أمريكا الشمالية. كمقاتل، كان له الفضل في إسقاط 78 طائرة معادية في أكثر من 800 مهمة قتالية. حقق معظم انتصاراته على الجبهة الشرقية، بانتصار واحد خلال غزو بولندا وثمانية انتصارات خلال معركة فرنسا وبريطانيا.
ولد نوردمان في غيسن، تطوع لأداء الخدمة العسكرية في سلاح الجو الألماني للرايخ الثالث في عام 1936. وبعد التدريب على الطيران، تم نشره إلى جادجيشفادر 132' (الجناح المقاتل JG 132-132nd) في أكتوبر 1938. حارب في المعارك الجوية على بولندا وفرنسا وبريطانيا، وحقق تسعة انتصارات. بعد الغزو الألماني للاتحاد السوفيتي في عملية بارباروسا، تم تعيينه كوغتنكومنديغا (قائد مجموعة). حصل على وسام الفارس الصليبي الحديدي في 1 أغسطس 1941 بعد انتصاره الجوي الحادي والثلاثين وحصل على وسام الفارس الصليبي الحديدي مع أوك ليفز في 16 سبتمبر 1941 بعد 59 انتصارًا. كان صليب الفارس أعلى وسام عسكري في ألمانيا في وقت تقديمها إلى نوردمان.
تم تعيين نوردمان كوشفادا كومودوغه (قائد جناح) لمدة عامين، في 10 أبريل 1942. أدت الإصابات التي لحقت به في تصادم جوي في 17 يناير 1943 إلى منعه من مواصلة الطيران القتالي. في 1 أبريل 1944 تم تعيينه بصفة قائد مقاتل بروسيا الشرقية. ثم خدم نوردمان في مناصب قيادية مقاتلة أخرى بصفة قائد قطاع المقاتلات السادس والفرقة المقاتلة الأولى، وهو منصب شغله حتى نهاية الحرب العالمية الثانية. بعد الحرب العالمية الثانية، انضم نوردمان إلى شركة مرسيدس بنز في المبيعات. عمل كرئيس لمرسيدس بنز في أمريكا الشمالية وكندا من عام 1971 حتى وفاته في عام 1982.

## النشأة والوظيفة
ولد نوردمان في 22 نوفمبر 1915 في غيسن، في ذلك الوقت في دوقية هسن الكبرى للإمبراطورية الألمانية. كان ابن طبيب وانضم إلى الخدمة العسكرية في القوات الجوية في 6 أبريل 1936 باعتباره فاننيونكر (طالب ضابط). تمت ترقية نوردمان إلى ملازم في الجيش الألماني في 1 يناير 1938 وخدم من 1 مارس إلى 30 أبريل 1938.

## الحرب العالمية الثانية

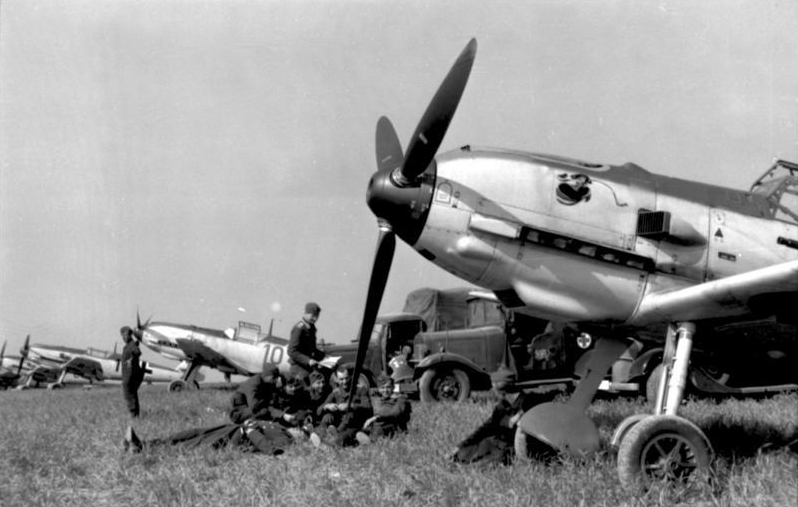
طائرة Bf 109 التابعة للمجموعة الرابعة من السرب المقاتل 51 (IV./JG 51) في فرنسا، أغسطس 1940.

بدأت الحرب العالمية الثانية في أوروبا يوم الجمعة 1 سبتمبر 1939 عندما غزت القوات الألمانية بولندا. حقق نوردمان فوزه الجوي الأول عندما أسقط طائرة بولندية في 3 سبتمبر 1939. حقق نوردمان انتصاره التالي خلال معركة فرنسا وسبعة أخرى في معركة بريطانيا. تم تعيينه شتافيلكابيتين (قائد سرب).
تمت ترقية نوردمان إلى رتبة رائد (رائد) في 18 يونيو 1942. وفي 30 يناير 1945 تمت ترقيته إلى أوبرست (عقيد).  قبل نهاية الحرب بقليل، في 4 أبريل 1945، تولى قيادة الفرقة المقاتلة الأولى حتى نهاية الحرب.

## الحياة اللاحقة والعمل الوظيفي
بعد الحرب العالمية الثانية، انضم نوردمان إلى شركة مرسيدس بنز في عام 1950، وعمل في البداية في مجال المبيعات. أصبح فيما بعد رئيسًا لقسم المبيعات، وفي عام 1968 رئيسًا للخدمات العالمية. في يناير 1971 تم تعيينه رئيسًا لمرسيدس-بنز في أمريكا الشمالية وكندا، وتقاعد في يناير 1981. على الرغم من تقاعده، استمر في شغل منصب مدير الشركة. خلال فترة عمله مع مرسيدس، كان نوردمان معلمًا لجورجن سكريمب، الذي أصبح فيما بعد الرئيس التنفيذي لشركة دايملر. تحت قيادة نوردمان، زادت مبيعات مرسيدس في الولايات المتحدة من 30 ألف سيارة في عام 1970 إلى 43600 سيارة في عام 1972، أي 0.4٪ من حصة السوق الأمريكية. لتوسيع وجودها في السوق في أمريكا الشمالية، افتتحت مرسيدس في عام 1976 منشأة في جاكسونفيل، فلوريدا. في عام 1977، اشترت دايملر شركة إقليدس لأوهايو وشاحنات فريتلاينر في عام 1981.
في عام 1981، حضر نوردمان ندوة طيران تابعة للنظام الدولي للشخصيات التي عقدت في ستامفورد. تألفت لجنة الندوة من أربعة طيارين مقاتلين سابقين في الحرب العالمية الثانية. بالإضافة إلى نوردمان، ضمت اللجنة الطيارين السابقين لسلاح الجو الملكي، السير دوجلاس بدر وروبرت ستانفورد تاك، والطيار السابق في القوات الجوية الأمريكية روبرت جونسون.
توفي في منزله في 22 يوليو 1982 في غرينتش، كونيتيكت في الولايات المتحدة الأمريكية. نوردمان متزوج من تينا ولديه ابن، إريك، وابنة، كورين.

## الملخص الوظيفي

### الانتصار الجوي
حقق نوردمان 78 انتصارا جويا، 69 منها على الجبهة الشرقية، تحققت في أكثر من 800 مهمة قتالية. ماثيوز وفورمان، مؤلفو السير الذاتية ومطالبات النصر، بحثوا في الأرشيف الفيدرالي الألماني ووجدوا سجلات لـ 75 مطالبة انتصار جوي، بالإضافة إلى ادعاءين آخرين غير مؤكدين. يتضمن هذا الرقم مطالبة واحدة على بولندا، و8 على الجبهة الغربية، و66 على الجبهة الشرقية.

### الجوائز
- الصليب الحديدي (1939)
  - الدرجة الثانية (8 أكتوبر 1939)[10]
  - الدرجة الأولى (5 يناير 1940)[10]
- كأس الشرف للأداء المتميز في الحرب الجوية (28 يوليو 1941)[11]
- وسام الفارس الصليبي الحديدي

### تواريخ الرتب
| 6 أبريل 1936:   | فاهنينجنكر (ضابط كاديت) |
| 1 يناير 1938:   | ليوتنانت (ملازم ثاني)   |
| 1 أبريل 1940:   | ملازم أول               |
| 19 سبتمبر 1941: | هاوبتمان (نقيب)         |
| 18 يونيو 1942:  | رائد                    |
| 1 أغسطس 1943:   | أوبرسلوبمينت (المقدم)   |
| 30 يناير 1945:  | أوبرست (عقيد)           |

### اقتباسات
1. ↑  Williamson & Bujeiro 2004، صفحات 3, 7.
2. 1 2 3 4 5 6 7 8 9  Stockert 1996.
3. ↑  Weal 2012.
4. 1 2  Obermaier 1989.
5. 1 2  "Karlfried Nordmann, Ex-Mercedes Official". نيويورك تايمز. مؤرشف من الأصل في 2020-10-07. اطلع عليه بتاريخ 2014-10-02.
6. ↑  Grässlin 2000.
7. ↑  Josef Ernst. "Daimler Marketing and Sales History" (PDF). Daimler. مؤرشف من الأصل (PDF) في 2014-10-13. اطلع عليه بتاريخ 2014-10-08.
8. ↑  "TWA Skyliner Magazine". ج. 44 ع. 5. 2 مارس 1981: 7. مؤرشف من الأصل في 2014-10-17. اطلع عليه بتاريخ 2014-10-10. {{استشهاد بدورية محكمة}}: الاستشهاد بدورية محكمة يطلب |دورية محكمة= (مساعدة)
9. ↑  Matthews & Foreman 2015.
10. 1 2  Thomas 1998.
11. ↑  "Karl-Gottfried Nordmann". TracesOfWar.com. مؤرشف من الأصل في 2020-10-07. اطلع عليه بتاريخ 2014-10-09.

### ثبت المصادر
- Aders, Gebhard; Held, Werner (1993). Jagdgeschwader 51 'Mölders' Eine Chronik – Berichte – Erlebnisse – Dokumente [Fighter Wing 51 'Mölders' A Chronicle – Reports – Experiences – Documents] (بالألمانية). Stuttgart, Germany: Motorbuch Verlag. ISBN:978-3-613-01045-1.
- Bergström، Christer. "Bergström Black Cross/Red Star website". Identifying a Luftwaffe Planquadrat. مؤرشف من الأصل في 2018-12-22. اطلع عليه بتاريخ 2017-11-25.
- Fellgiebel, Walther-Peer (2000) [1986]. Die Träger des Ritterkreuzes des Eisernen Kreuzes 1939–1945 — Die Inhaber der höchsten Auszeichnung des Zweiten Weltkrieges aller Wehrmachtteile [The Bearers of the Knight's Cross of the Iron Cross 1939–1945 — The Owners of the Highest Award of the Second World War of all Wehrmacht Branches] (بالألمانية). Friedberg, Germany: Podzun-Pallas. ISBN:978-3-7909-0284-6.
- Grässlin، Jürgen (2000). Jürgen Schrempp and the Making of an Auto Dynasty. New York: McGraw Hill. ISBN:978-0-07-135132-4.
- Hoppe, Heinz C. (1991). Ein Stern für die Welt. Vom einfachen Leben in Ostpreußen zum Vorstand bei Daimler-Benz [A Star for the World. From a Simple Life in East Prussia to the Board at Daimler-Benz] (بالألمانية). Munich, Germany: Südwest-Verlag. ISBN:978-3-517-01246-9. Archived from the original (PDF) on 2020-10-07. Retrieved 2020-10-07.
- Matthews، Andrew Johannes؛ Foreman، John (2015). Luftwaffe Aces — Biographies and Victory Claims — Volume 3 M–R. Walton on Thames: Red Kite. ISBN:978-1-906592-20-2.
- Obermaier, Ernst (1989). Die Ritterkreuzträger der Luftwaffe Jagdflieger 1939 – 1945 [The Knight's Cross Bearers of the Luftwaffe Fighter Force 1939 – 1945] (بالألمانية). Mainz, Germany: Verlag Dieter Hoffmann. ISBN:978-3-87341-065-7.
- Prien, Jochen (1995). Geschichte des Jagdgeschwaders 77—Teil 4—1944–1945 [History of Jagdgeschwader 77—Volume 4—1944–1945] (بالألمانية). Eutin, Germany: Struve-Druck. ISBN:978-3-923457-29-8.
- Prien, Jochen; Stemmer, Gerhard; Rodeike, Peter; Bock, Winfried (2003). Die Jagdfliegerverbände der Deutschen Luftwaffe 1934 bis 1945—Teil 6/I—Unternehmen "BARBAROSSA"—Einsatz im Osten—22.6. bis 5.12.1941 [The Fighter Units of the German Air Force 1934 to 1945—Part 6/I—Operation "BARBAROSSA"—Action in the East—22 June to 5 December 1941] (بالألمانية). Eutin, Germany: Struve-Druck. ISBN:978-3-923457-69-4.
- Prien, Jochen; Stemmer, Gerhard; Rodeike, Peter; Bock, Winfried (2005). Die Jagdfliegerverbände der Deutschen Luftwaffe 1934 bis 1945—Teil 9/I—Winterkampf im Osten—6.12.1941 bis 30.4.1942 [The Fighter Units of the German Air Force 1934 to 1945—Part 9/I—Winter War in the East—6 December 1941 to 30 April 1942] (بالألمانية). Eutin, Germany: Struve-Druck. ISBN:978-3-923457-76-2.
- Prien, Jochen; Stemmer, Gerhard; Rodeike, Peter; Bock, Winfried (2006). Die Jagdfliegerverbände der Deutschen Luftwaffe 1934 bis 1945—Teil 9/II—Vom Sommerfeldzug 1942 bis zur Niederlage von Stalingrad—1.5.1942 bis 3.2.1943 [The Fighter Units of the German Air Force 1934 to 1945—Part 9/II—From the 1942 Summer Campaign to the Defeat at Stalingrad—1 May 1942 to 3 February 1943] (بالألمانية). Eutin, Germany: Struve-Druck. ISBN:978-3-923457-77-9.
- Scherzer, Veit (2007). Die Ritterkreuzträger 1939–1945 Die Inhaber des Ritterkreuzes des Eisernen Kreuzes 1939 von Heer, Luftwaffe, Kriegsmarine, Waffen-SS, Volkssturm sowie mit Deutschland verbündeter Streitkräfte nach den Unterlagen des Bundesarchives [The Knight's Cross Bearers 1939–1945 The Holders of the Knight's Cross of the Iron Cross 1939 by Army, Air Force, Navy, Waffen-SS, Volkssturm and Allied Forces with Germany According to the Documents of the Federal Archives] (بالألمانية). Jena, Germany: Scherzers Militaer-Verlag. ISBN:978-3-938845-17-2.
- Stockert, Peter (1996). Die Eichenlaubträger 1939–1945 Band 1 [The Oak Leaves Bearers 1939–1945 Volume 1] (بالألمانية). Bad Friedrichshall, Germany: Friedrichshaller Rundblick. ISBN:978-3-9802222-7-3.
- Thomas, Franz (1998). Die Eichenlaubträger 1939–1945 Band 2: L–Z [The Oak Leaves Bearers 1939–1945 Volume 2: L–Z] (بالألمانية). Osnabrück, Germany: Biblio-Verlag. ISBN:978-3-7648-2300-9.
- Weal، John (1998). Focke-Wulf Fw 190 Aces of the Russian Front. London, UK: Osprey Publishing. ISBN:978-1-85532-518-0.
- Weal، John (2012). Jagdgeschwader 51 'Mölders'. Oxford, UK: Osprey Publishing. ISBN:978-1-78200-547-6.
- Williamson، Gordon؛ Bujeiro، Ramiro (2004). Knight's Cross and Oak Leaves Recipients 1939–40. Oxford, UK: Osprey Publishing. ISBN:978-1-84176-641-6.